# Arbelaezaster
Arbelaezaster là một chi thực vật có hoa trong họ Cúc (Asteraceae).

## Loài
Chi Arbelaezaster gồm các loài: